# Molino del Botiller
El molino del Botiller es un antiguo molino hidráulico ubicado en la villa segoviana de Cuéllar (España). 
Fue construido en el siglo XVIII y formó parte del grupo de molinos que la villa y su Comunidad de Villa y Tierra utilizó durante siglos para la molienda del cereal.
Está situado en el km 55,7 de la carretera que va de Sepúlveda a Cuéllar. Dejó de funcionar en los años 1970, y en la actualidad es de propiedad privada. Se conserva en pie el propio molino, y otras instalaciones adyacentes como la vivienda del molinero y las cuadras para el ganado. Es un gran edificio rectangular de fábrica de mampostería con refuerzo de sillares en las esquinas; se accede al molino a través de una puerta de arco de medio punto realizada con sillares de piedra caliza de Campaspero.